# Kolla eliyana
Kolla eliyana är en insektsart som beskrevs av William Lucas Distant 1918. Kolla eliyana ingår i släktet Kolla och familjen dvärgstritar. Inga underarter finns listade i Catalogue of Life.